# Jan Hendrik van Grootvelt

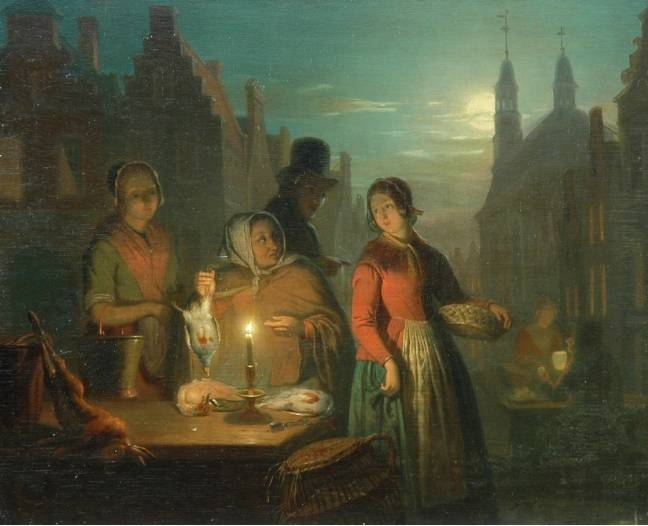
Abendmarkt

Jan Hendrik van Grootvelt (* 16. Dezember 1808 in Varik in der Gemeinde Neerijnen, Provinz Gelderland; † 8. oder 10. Juni 1855 in  ’s-Hertogenbosch,) war ein niederländischer Maler und Zeichner. 
Er war der älteste Sohn eines armen Kartoffelbauers, der um 1815 mit seiner Familie nach ’s-Hertogenbosch zog und Sergeant in einem örtlichen Bataillon der niederländischen Armee wurde. Der junge Jan Hendrik machte eine Lehre als Buchdrucker und besuchte ab dem 1. Oktober 1824 die Städtische Zeichen- und Malschule, die für arme Kinder kostenlos war. Er erhielt den Zeichenunterricht bei Antoon van Bedaff und Henricus Turken. Nach drei Jahren, im September 1827, beendete er die Lehre mit einer Silbermedaille. Später lernte er Malerei, wahrscheinlich bei Dominicus Franciscus du Bois.
Trotz der protestantischen Konfession schuf van Grootvelt ein Gemälde mit einem religiösen Thema: „Jesus gibt Petrus den Schlüssel in Anwesenheit der Apostel“ und stellte das Gemälde 1828 in ’s-Hertogenbosch aus. Wahrscheinlich entstand es anlässlich des Konkordats zwischen Wilhelm Friedrich von Oranien-Nassau und dem Vatikan. 
Bereits im Jahr nach seiner Ausbildung stellte er sowohl in den Niederlanden als auch im Ausland aus. Er stellte mindestens 35 Mal aus, in Amsterdam, Rotterdam und Den Haag, Groningen, Leeuwarden, Bremen und Lübeck. Er verkaufte seine Bilder auch ins Ausland, sogar nach Riga und Moskau.
Jan Hendrik van Grootvelt malte meist Genreszenen im Kerzenlicht, manchmal auch Flusslandschaften und Städtebilder.
Zu seinen Schülern gehörten u. a. Hendrik Willem Caspari, Petrus Marius Molijn und Carel Jozeph Grips.
Van Grootvelt war mit Elisabeth van der Kraan verheiratet und hatte fünf Kinder. Nur das zweite Kind, eine Tochter, blieb am Leben. Mit seiner Frau lebte er  in ’s-Hertogenbosch (bis 1833), Rotterdam (bis 1842), Ravenstein (bis 1852) und wieder in ’s-Hertogenbosch.